# Bernardino Licinio

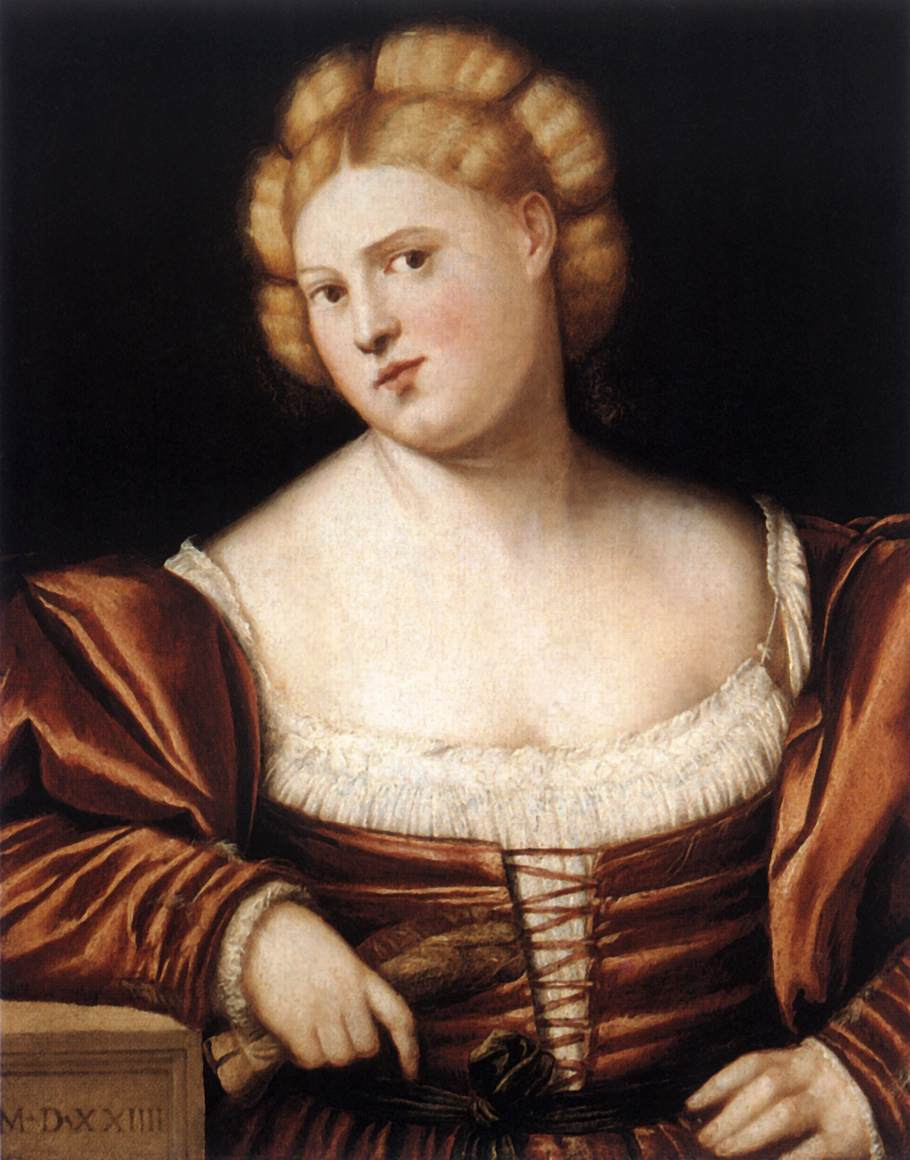
Bernardino Licinio (1528), Ritratto di donna, Venezia, Galleria Giorgio Franchetti alla Ca' d'Oro

Bernardino Licinio (Venezia, 1485 circa – ante 1560 circa) è stato un pittore italiano.

## Biografia
Bernardino e il fratello Arrigo, documentati tra 1511 e il 1515, appartenevano a una famiglia di ascendenza bergamasca, con origini nel comune di Poscante (poi Zogno), stabilitasi a Venezia nell'alveo di una tradizione che vedeva da generazioni un consolidato nucleo di artisti bergamaschi operare in laguna. Bernardino era il secondogenito di “ser Antonio”. Il primo figlio fu Arrigo o Rigo, il terzo Zuane Battista divenne sacerdote della chiesa di San Cassiano di Venezia e il quarto Niccolò risulta fosse parroco della chiesa di San Biagio sempre a Venezia. Dalle informazioni sulle date di nascita dei fratelli si deduce che Bernardino nacque intorno al 1489. Nel 1511 risulta fosse già orfano di padre e esercitante l'attività di pittore.
(31 agosto 1511)
Il periodo iniziale della sua attività pittorica Bernardino lo dedicherà prevalentemente alla ritrattistica su modelli giorgioneschi di cui è esempio la prima opera datata dell'artista, il Ritratto di fanciulla con il libro  conservato al Museo di belle arti di Budapest in cui manifesta anche esiti semplificativi delle "strutture formali" di Tiziano e Palma il Vecchio, in una visione più naturalistica, dal brillante cromatismo e di superficiale e immediato effetto da rilevarsi maggiormente in altri ritratti di pochi anni più tardi come il Gentiluomo con antifonario della City art gallery di York.
Incostante nei suoi riferimenti, per un lungo periodo prediligerà "la monumentalità strutturale di derivazione tizianesca" che tuttavia stempera, a partire dal 1530, nella successiva produzione sacra per committenze pubbliche e private riavvicinandosi all'impianto compositivo e al ductus più tradizionale di Palma il Vecchio, come nel trittico dedicato alla Madonna col Bambino in trono tra i santi, Antonio, Lodovico da Tolosa, Francesco e Bonaventura nella basilica di Santa Maria Gloriosa dei Frari a Venezia, ritenuto il suo capolavoro, a cui si aggiungeranno nella produzione tarda anche contaminazioni da Bonifacio Veronese.
La reale dimensione di Bernardino fu resa possibile solo a partire dal primo Novecento, grazie all'intervento chiarificatore di Gustav Ludwig nel 1903, quando si diradarono alcuni fraintendimenti provocati dal Vasari che in entrambe le edizioni delle Vite, confuse Bernardino Licinio con Giovanni Antonio de Sacchis, finendo per oscurare per più di tre secoli tanto la vita quanto le opere di Bernardino Licinio.
Non si conosce la data della sua morte ma non esistono più documenti e atti notarili dolo il 1550 che potrebbe essere considerato la sua data di morte.

## Opere

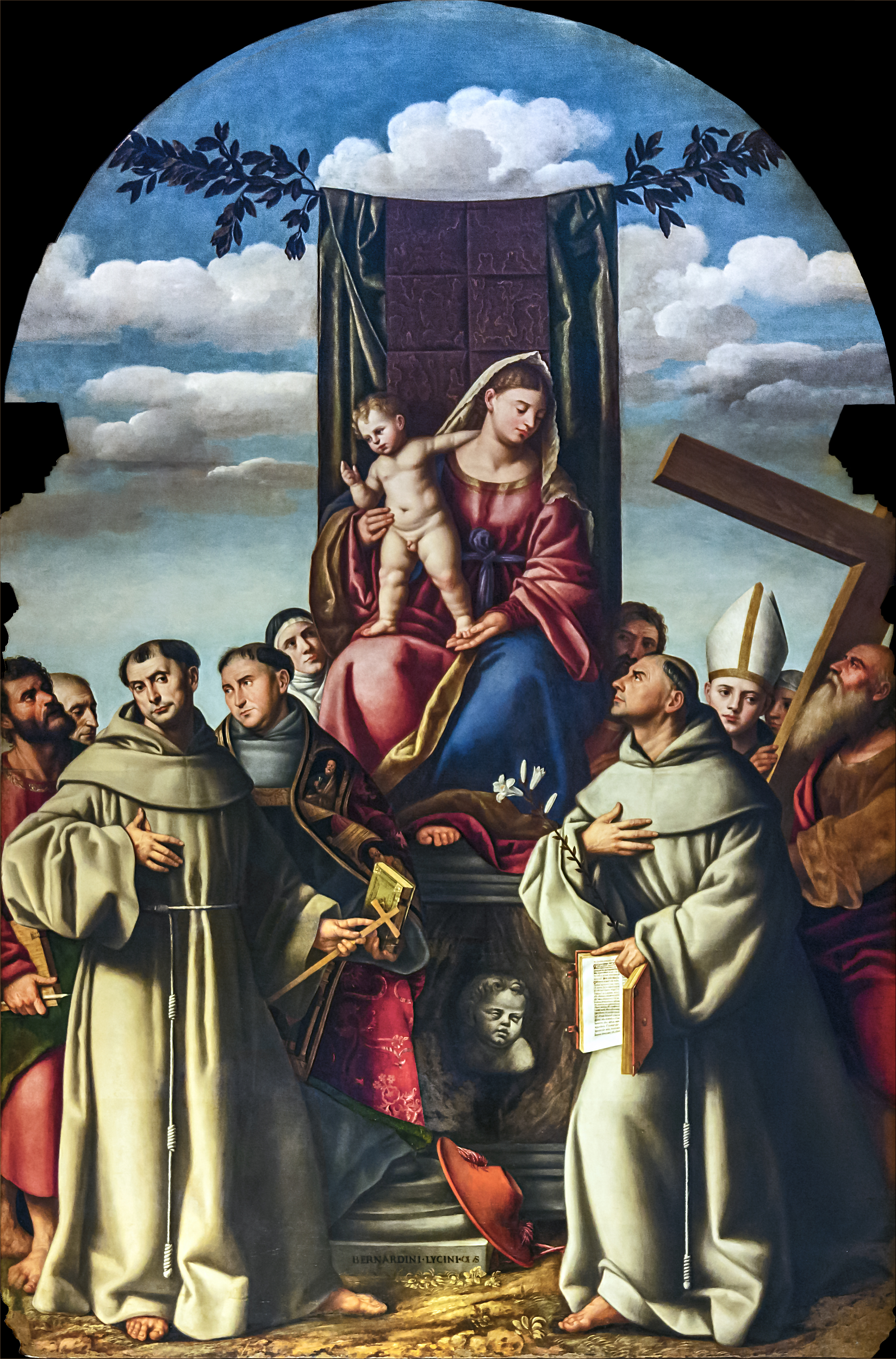
Madonna col Bambino in trono Frari Venezia

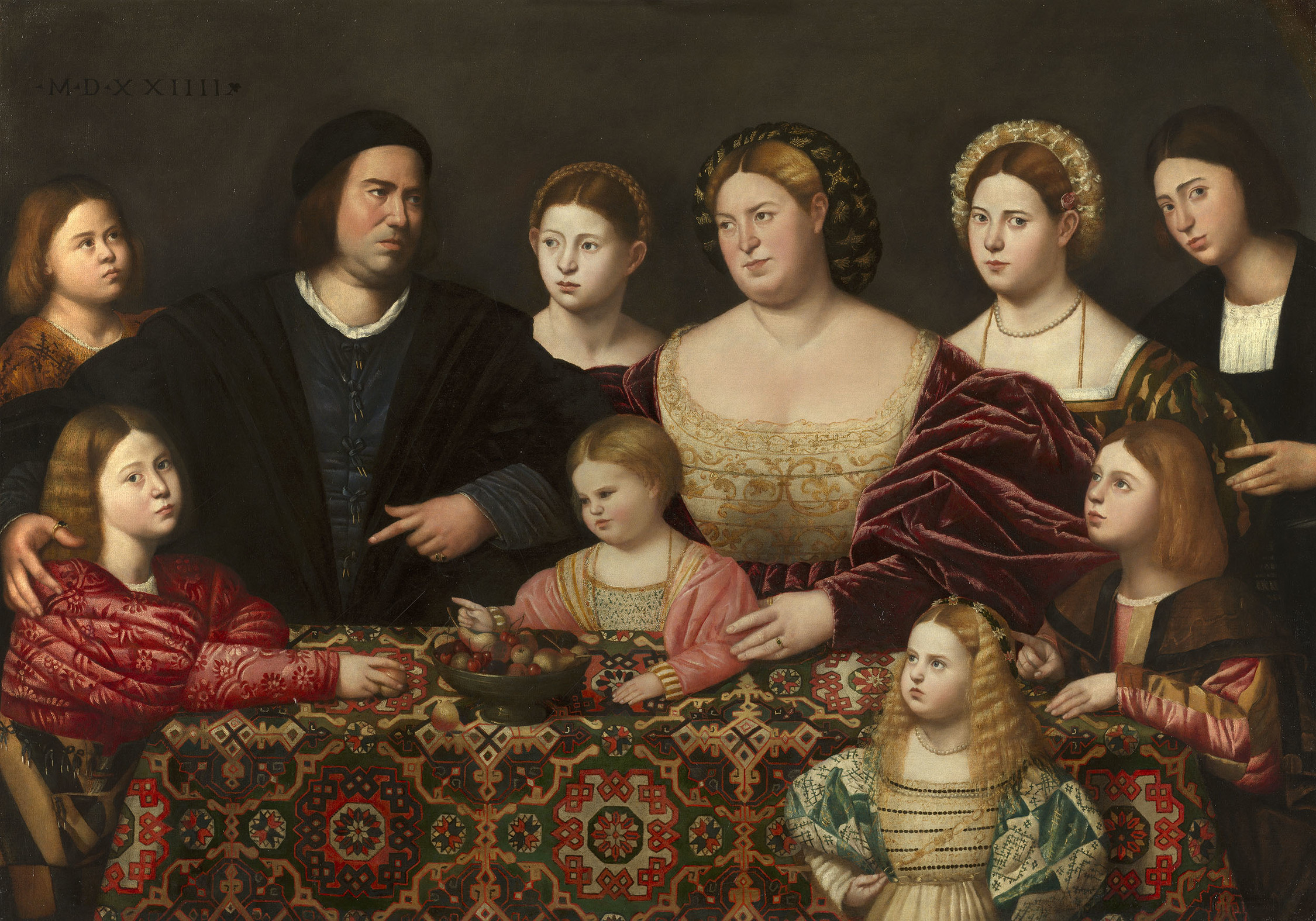
Ritratto di famiglia (1524), Londra, Hampton Court Palace, Royal Collection

- Ritratto di famiglia (1520 circa), olio su tela, 63 x 87.5 cm, San Pietroburgo, Museo dell'Ermitage.
- Allegoria dell'amore (1520), Koelliker Collection, Milano.
- Ritratto di donna (1515 - 1520), olio su tela, 73 x 57.8 cm, Londra, National Gallery.
- Ritratto di giovane monaco allo scrittoio (1520 circa), olio su tela, 113 x 90 cm, collezione privata.
- Ritratto di fanciulla con il libro (1522), Budapest, Museo di belle arti.
- Martiri francescani (1524), Venezia, Basilica di Santa Maria Gloriosa dei Frari.
- Ritratto di famiglia (1524), olio su tela, 123.2 x 177.3 cm, Londra, Hampton Court Palace, Royal Collection.[5]
- Resurrezione (1528), Lonato del Garda, Basilica di San Giovanni Battista.
- Ritratto di Stefano Nani (1528), olio su tela, 91.4 x 77 cm, Londra, National Gallery.[6]
- Ritratto di donna che regge l'effigie di suo marito (1524 - 1528) Milano, Pinacoteca del Castello Sforzesco.
- Ritratto di gentildonna (1525), Accademia Carrara di Bergamo
- Madonna con Bambino e Santi 1510-1530 circa, olio su tavola, 48.6 x 68.6 cm, Londra, National Gallery.
- Nozze mistiche di Santa Caterina (1530), olio su tavola, 66 x 87 cm, Bergamo, Accademia Carrara.

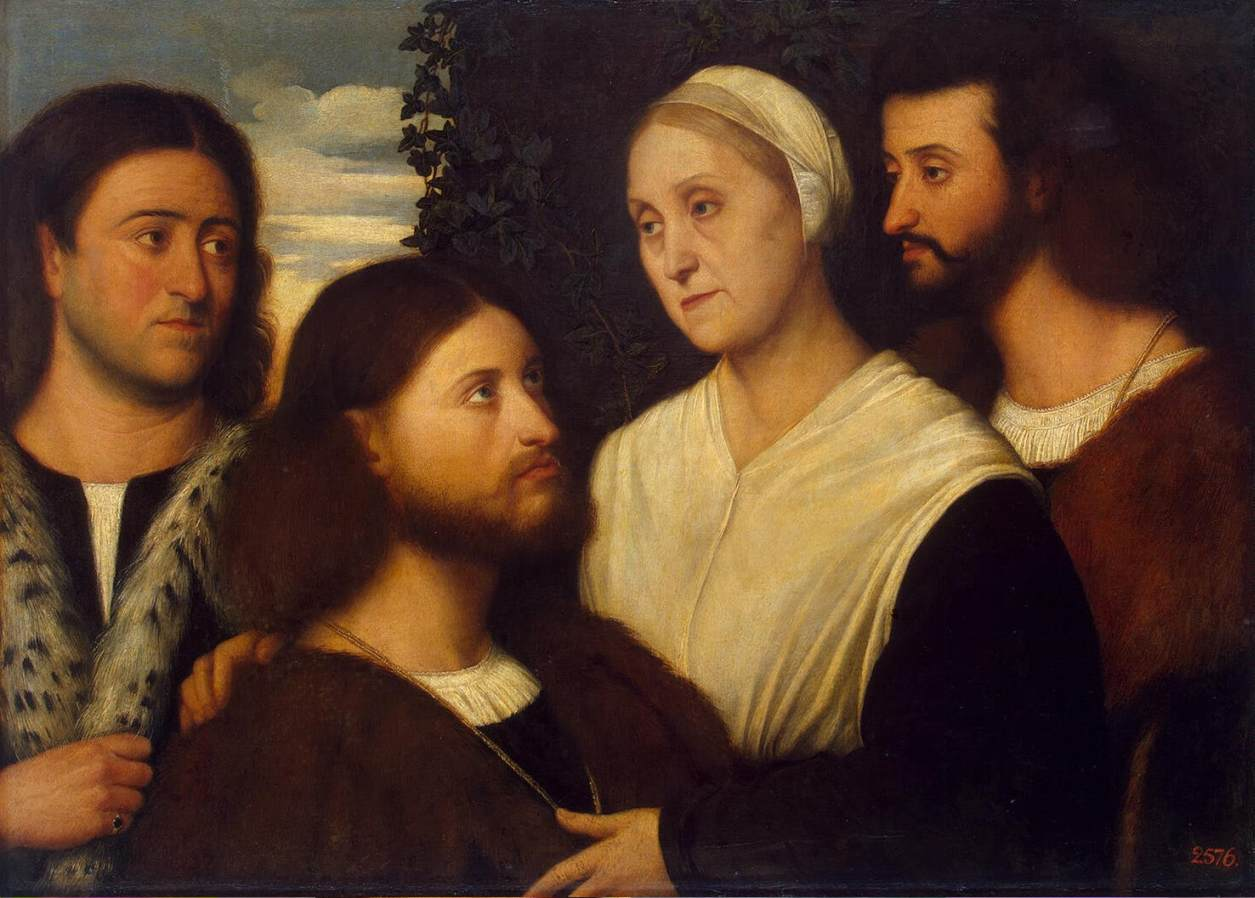
Ritratto di famiglia 1520 circa, San Pietroburgo, Museo dell'Ermitage.

- Ritratto di donna (1533), Dresda, Gemäldegalerie Alte Meister.
- Uno scultore con cinque allievi, (1533), Castello di Alnwick, collezione del duca di Northumberland,
- Arrigo Licinio con la sua famiglia (1535), Roma, Galleria Borghese.
- Madonna col Bambino e San Francesco, olio su tavola 76 x 111 cm, Firenze, Galleria degli Uffizi.
- La Nuda (1525-1549), olio su tela 80 x 154 cm, Firenze, Galleria degli Uffizi.
- Madonna col Bambino in trono tra i santi, Antonio e Lodovico da Tolosa, Francesco e Bonaventura (1535), olio su tavola, Venezia, Basilica di Santa Maria Gloriosa dei Frari.
- Madonna con i Santi Lorenzo e Silvestro e un Angelo, (1535), Saletto, chiesa di San Lorenzo.
- Ritratto di una gentildonna con il figlio, Venezia, Ca' Rezzonico.
- Il ritorno del figliol prodigo, olio su tela, 186 x 236 cm, Bucarest, Museo nazionale d'arte rumeno.
- Ritratto di Francesco Filetto, olio su tela, 91 x 82 cm, Genova, Palazzo Rosso.
- Ritratto di dama in abito rosso con "petrarchino", Olio su tela, cm 100 x 78 cm, Pavia, Musei Civici[7].
- Ritratto di Ottaviano Grimani (1541), olio su tela, Vienna, Kunsthistorisches Museum.